# نيكولاي وائل
نيكولاي وائل (بالدنماركية: Nicolai Wael)‏ هو مدرب كرة قدم ولاعب كرة قدم دنماركي في مركز الوسط، ولد في 10 مايو 1972 في Vallensbæk Landsby ‏ في الدنمارك. شارك مع منتخب الدنمارك تحت 19 سنة لكرة القدم ومنتخب الدنمارك تحت 21 سنة لكرة القدم. أما مع النوادي، فقد لعب مع كوبنهاغن بولدكلوب ونادي أودنسه ونادي سوندرييسكه ونادي فايله ونادي كوبنهاغن ونادي لينغبي ونادي نايستفيد.